# Sophie Scott (Stenografin)
Sophie Scott (Lebensdaten unbekannt) entwickelte und erfand ein Stenografiesystem für die deutsche Sprache, das unter der Bezeichnung „Homographie“ in einem 109-seitigen Buch 1831 in Wien veröffentlicht wurde. Sophie Scott ist neben Catherine Nobbe die einzige bekannte weibliche Erfinderin eines deutschsprachigen Kurzschriftsystems und ging dadurch in die Kurzschriftgeschichte ein.
Das Rätsel um ihre wirkliche Identität konnte bis heute nicht gelöst werden. In ihrem Vorwort ihres Stenografie-Lehrbuches schreibt die Verfasserin unter dem Pseudonym „Lady Sophie Scott“ und behauptet: „Diese Erfindung, einzig in ihrer Art, steht als ein vollendetes Meisterstück da, jeder hochgepriesenen Stenografie spottend – unerreichbar und alles übertreffend. Wohl nie wird die Welt meinen wahren Namen erfahren, doch der Name Sophie Scott soll noch in späten Zeiten unvergessen von Mund zu Mund gehen... Die Welt soll sich überzeugen, dass ich auf englischem Boden geboren bin. Wollte Gott, ich hätte so viele Hände zum Schreiben, als neue Ideen und Erfindungen.“

Schriftbeispiel: Ein Ei im Frieden verzehrt, ist besser, als ein Ochs unterm Schwert.

Sophie Scott war von ihrer „Homographie“ so überzeugt, dass sie alle Menschen „feierlich“ zur allgemeinen Verbreitung, Anerkennung, Teilnahme und Unterstützung dieser damals neuen Schriftart aufforderte. Ihr System gehört zu den so genannten Positionssystemen mit punktierender Wiedergabe der Selbstlaute. Dabei werden an einen geraden Abstrich (Stab) kleine waagrechte oder schräge Striche angefügt. Je nach Stellung dieser waagrechten oder schrägen Striche werden die Mitlaute bezeichnet. Dadurch bekommt die Schrift optische Ähnlichkeit mit der Akropolisschrift. Die Selbstlaute werden durch einen Punkt oder durch einen ganz kleinen senkrechten oder waagrechten Strich in unterschiedlichen Höhen angedeutet. Der Stab kann bei Verwendung einer Lineatur auch wegfallen, da dadurch die Positionen auch so ersichtlich sind. Sophie Scott bot 100 Dukaten für eine Verbesserung ihres Systems an.